# Monica Chang

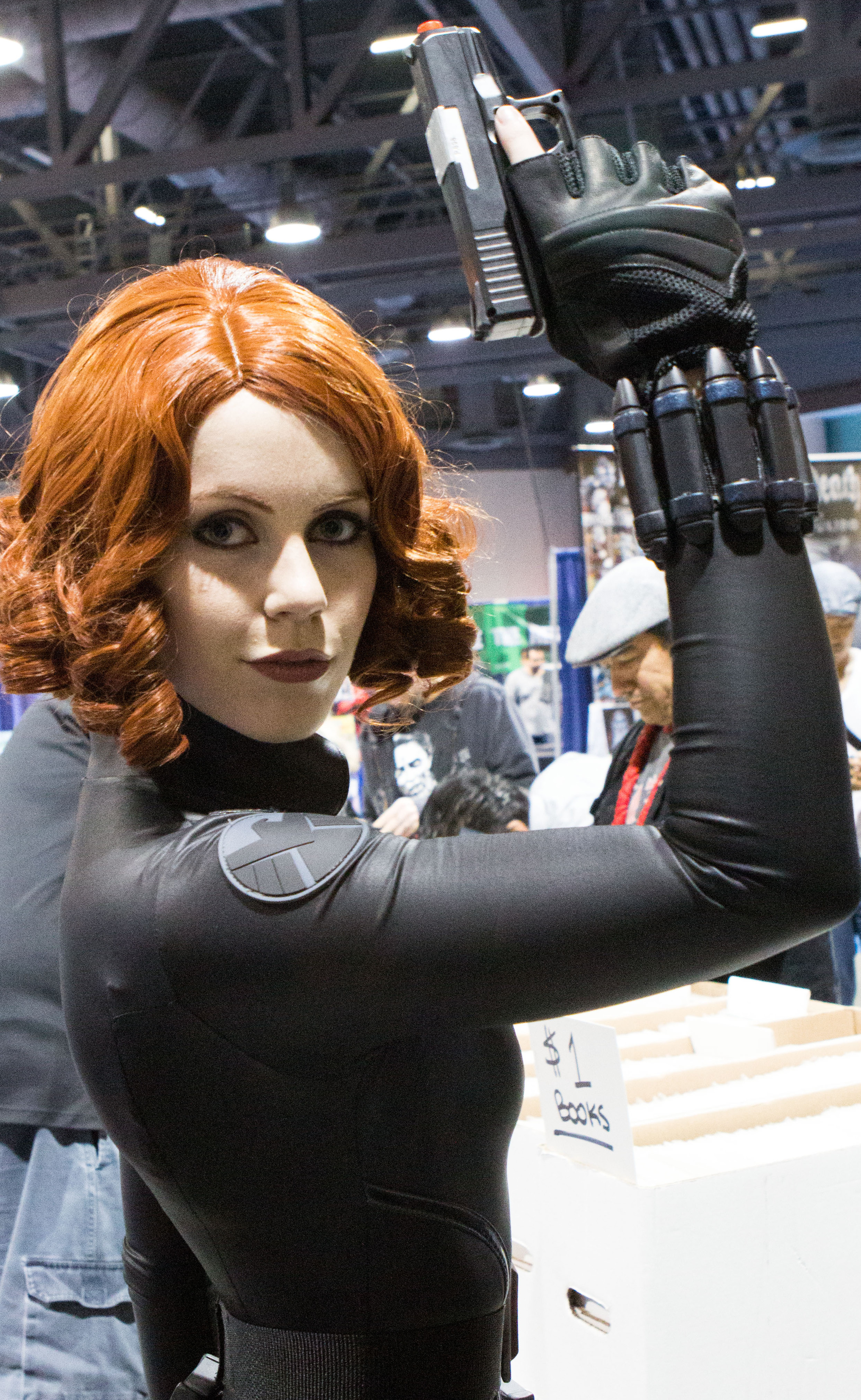
Viuda Negra

Monica Chang-Fury (también conocida como Viuda Negra) es un personaje que aparece en los cómics publicados por Marvel Comics. Ella es un personaje del universo de Ultimate Marvel y estuvo casada con Nick Fury. Se ha desempeñado como Directora de S.H.I.E.L.D., la agencia de espionaje del Universo Marvel, siendo una de las tres mujeres que ha ocupado el puesto.

## Biografía
Monica Chang-Fury es el segundo personaje en usar el nombre en clave de Viuda Negra en la continuidad de Ultimate Marvel, debutando en Ultimate Comics: Avengers #3.
Ella reclutó a Punisher. Más tarde fue transferida a los New Ultimates. Después de que Fury regresó como director de S.H.I.E.L.D., volvió a reunir a los Ultimates y Mónica se unió a ese equipo, mudándose con ella y el hijo de Fury, Julius Chang, al Triskelion. Luego se convirtió en directora de S.H.I.E.L.D.
En la serie final de All-New Ultimates, Mónica le dice a Jessica Drew después de que capturaron a Calavera. Más tarde, mientras trabajaba con el FBI, Mónica aparentemente es asesinada por el Duende Verde.

## Otras versiones
Monica Chang hace su primera aparición en la corriente principal de Tierra-616 de Marvel en la serie, Avengers AI. En esta serie, Monica es la jefa de la división de inteligencia artificial de S.H.I.E.L.D. Monica recluta a Henry Pym para ayudarla a detener a Dimitrios (que evolucionó del virus a prueba de fallas usado para derrotar a Ultron al final de la historia de Age of Ultron y forman la I.A. de los Vengadores que consiste en un Doombot, Víctor Mancha y Visión. Durante su primera misión, los Vengadores se enfrentaron a secuestrados drones de S.H.I.E.L.D. que atacaron un hospital en Atlanta. A partir del número 4, se revela que ella es una devota musulmana. Más tarde, evita el fin del universo al evitar la ejecución de un LMD infectado con un virus.

## En otros medios
Un personaje llamado Kayla, que luce el atuendo de Monica Chang pero se parece a la representación de 2099, hace una aparición menor en el episodio "En el Futuro" de Avengers: Ultron Revolution, con la voz de Jennifer Hale. Ella se opone a Kang el Conquistador junto a Hawkeye, Thunderstrike, Toni Ho y Joaquin Torres.